# Streljana Pampas
Streljana Pampas je streljana u istoimenom zapadnom dijelu Osijeka, uz obalu Drave. Otvorena je 1985., nakon dvije godine gradnje. Građena je za potrebe Europskog streljačkog prvenstva 1985. čiji je domaćin bio grad Osijek. Osijek je prvenstvo organizirao i povodom tada 200. godišnjice streljaštva u Osijeku. Organizacija se pokazala odličnom. Također, na streljani su prije rata održana još dva svjetska kupa 1988. i 1989. u disciplinama letećih meta Trap-Skeet. No, za potrebe Svjetskog kupa 1988. streljani je dodan dio za leteće mete.
Streljana ima dijelove u kojima se mogu održavati sve streljačke discipline, pa streljana ima dozvolu da se na njoj mogu igrati sva europska i svjetska natjecanja. 2009. Osijek je ponovno dobio organizaciju Europskog prvenstva u streljaštvu, pa je za tu priliku streljana obnovljena. Danas se streljana najčešće koristi za Osječke sajmove.